# Nepenthes distillatoria
Nepenthes distillatoria este o specie de plante carnivore din genul Nepenthes, familia Nepenthaceae, ordinul Caryophyllales, descrisă de Carl von Linné. Conform Catalogue of Life specia Nepenthes distillatoria nu are subspecii cunoscute.

## Galerie de imagini

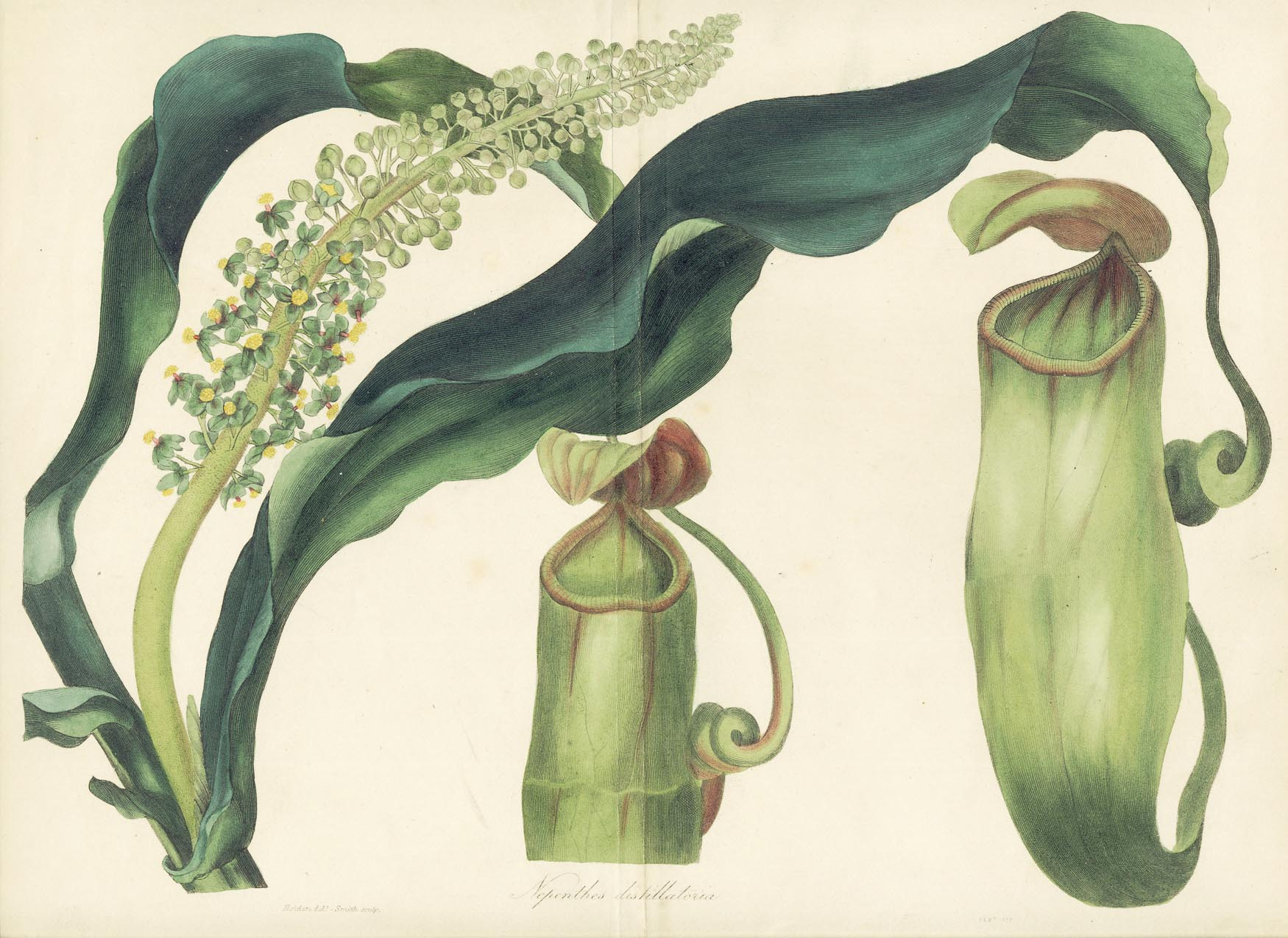
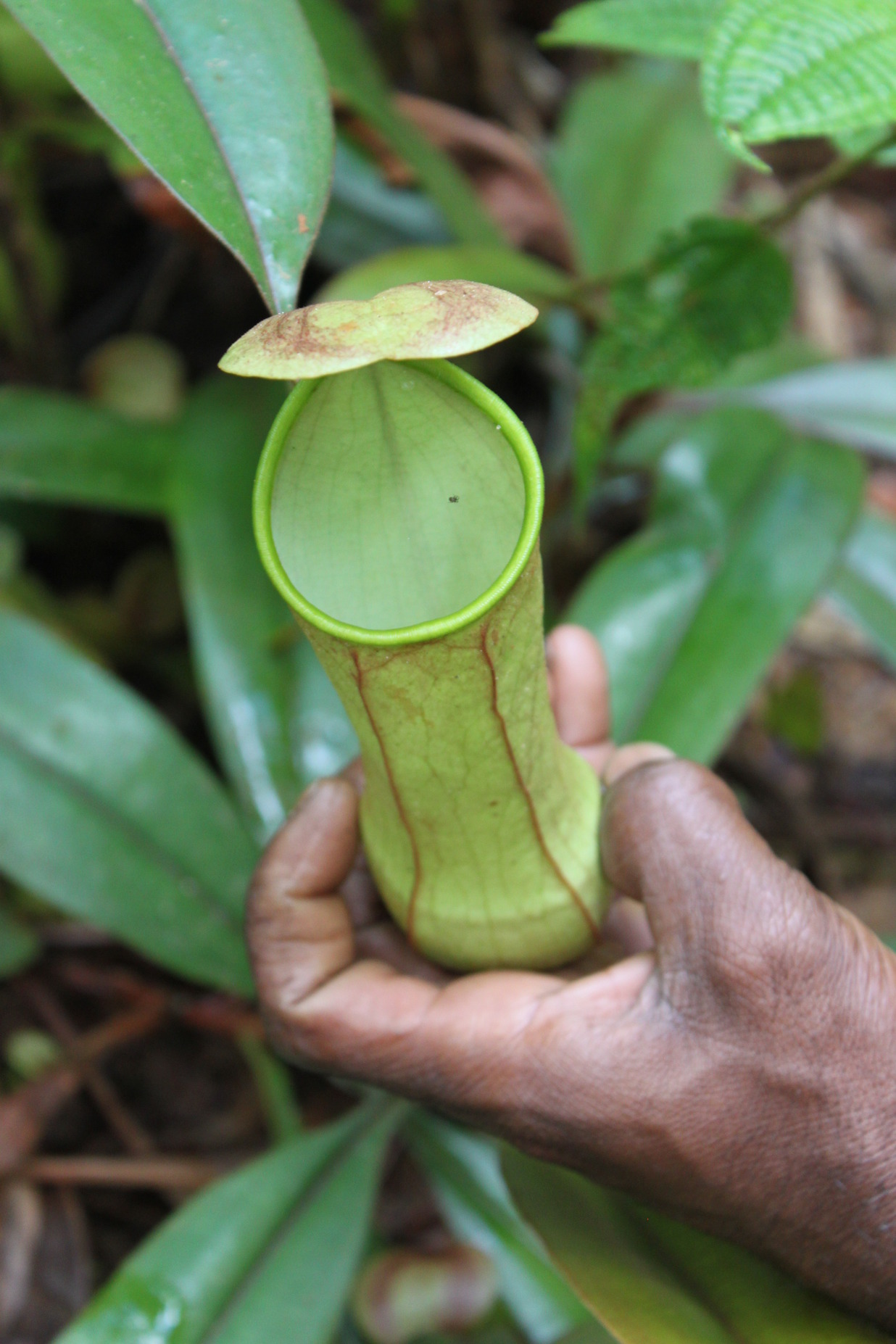
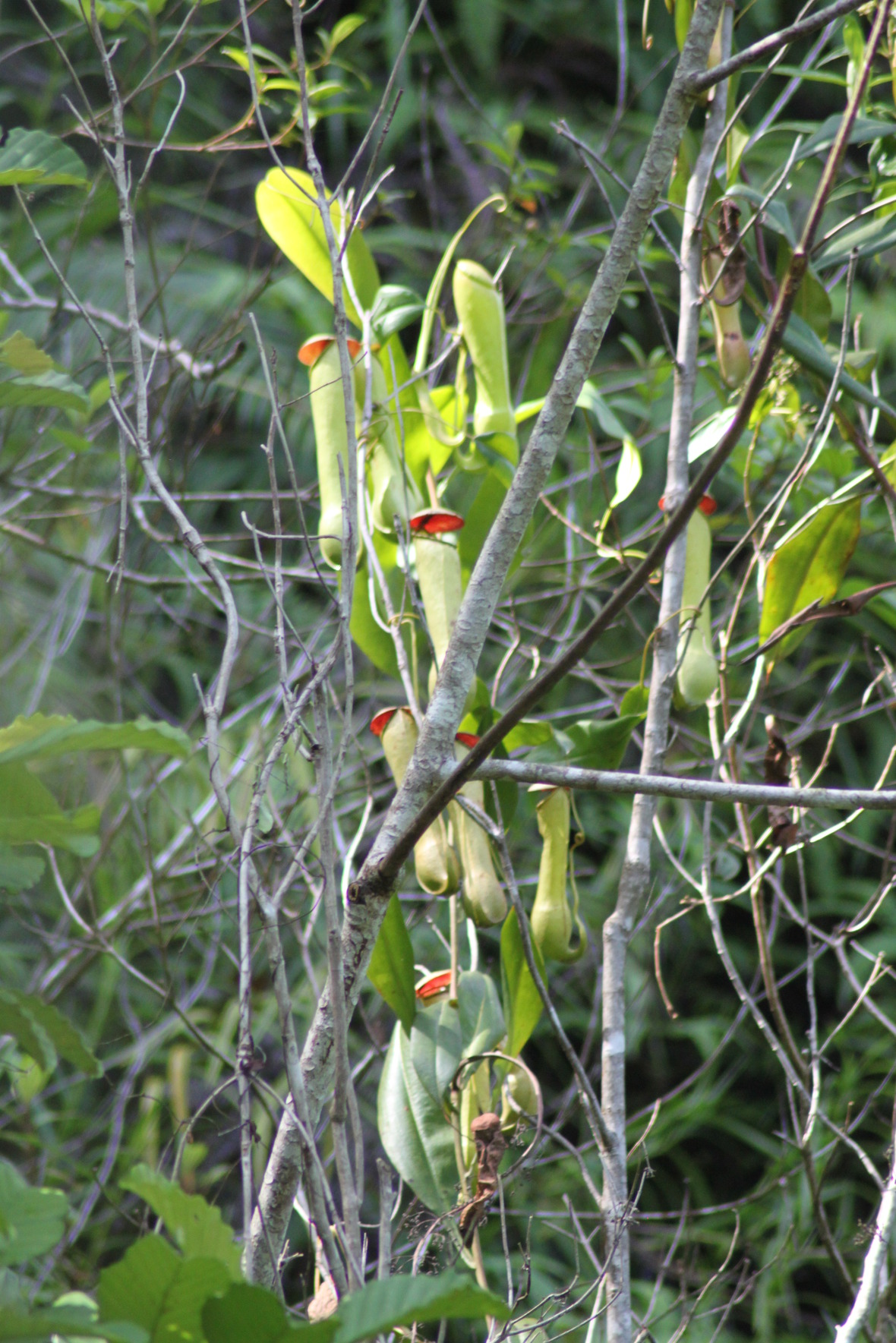
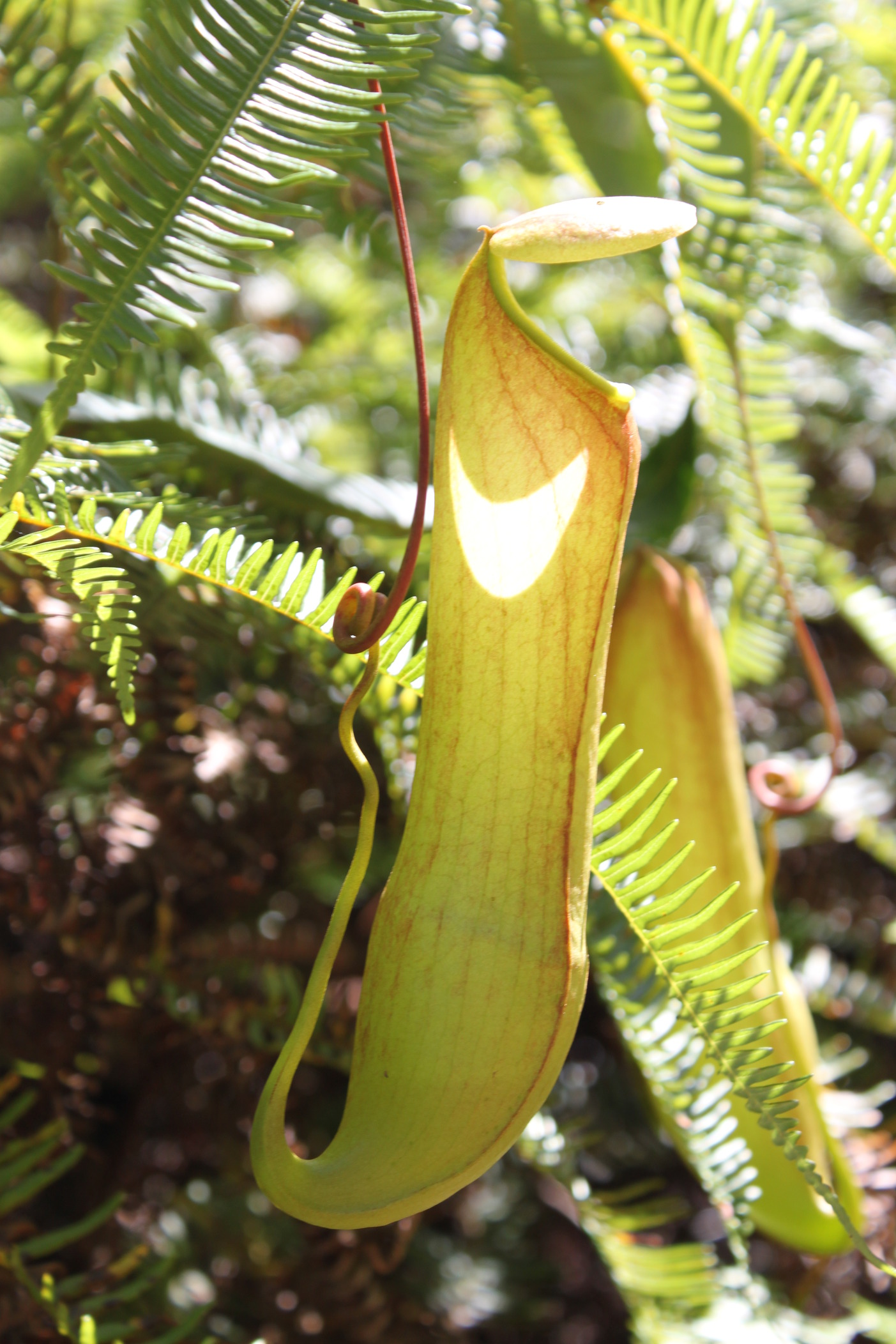
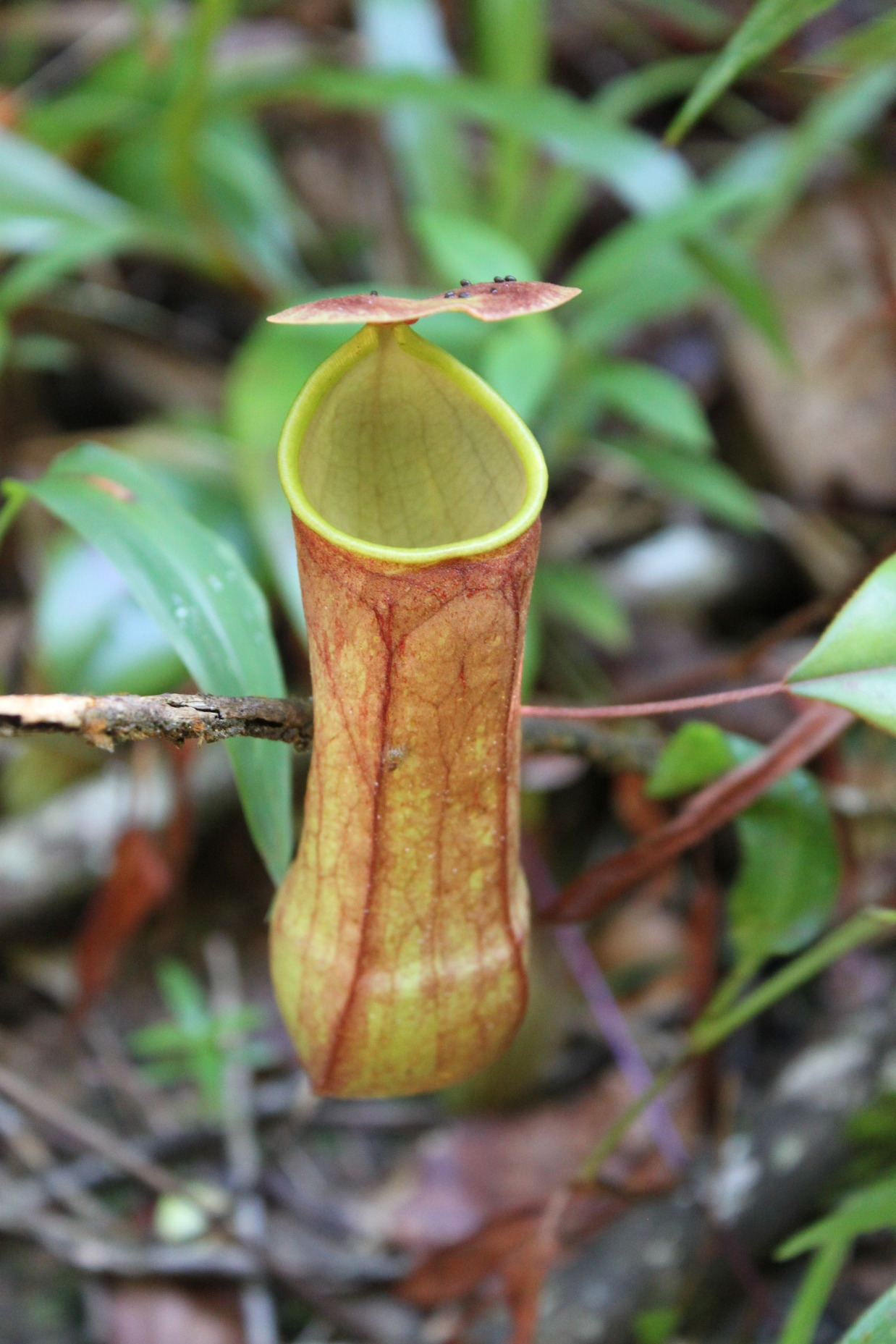
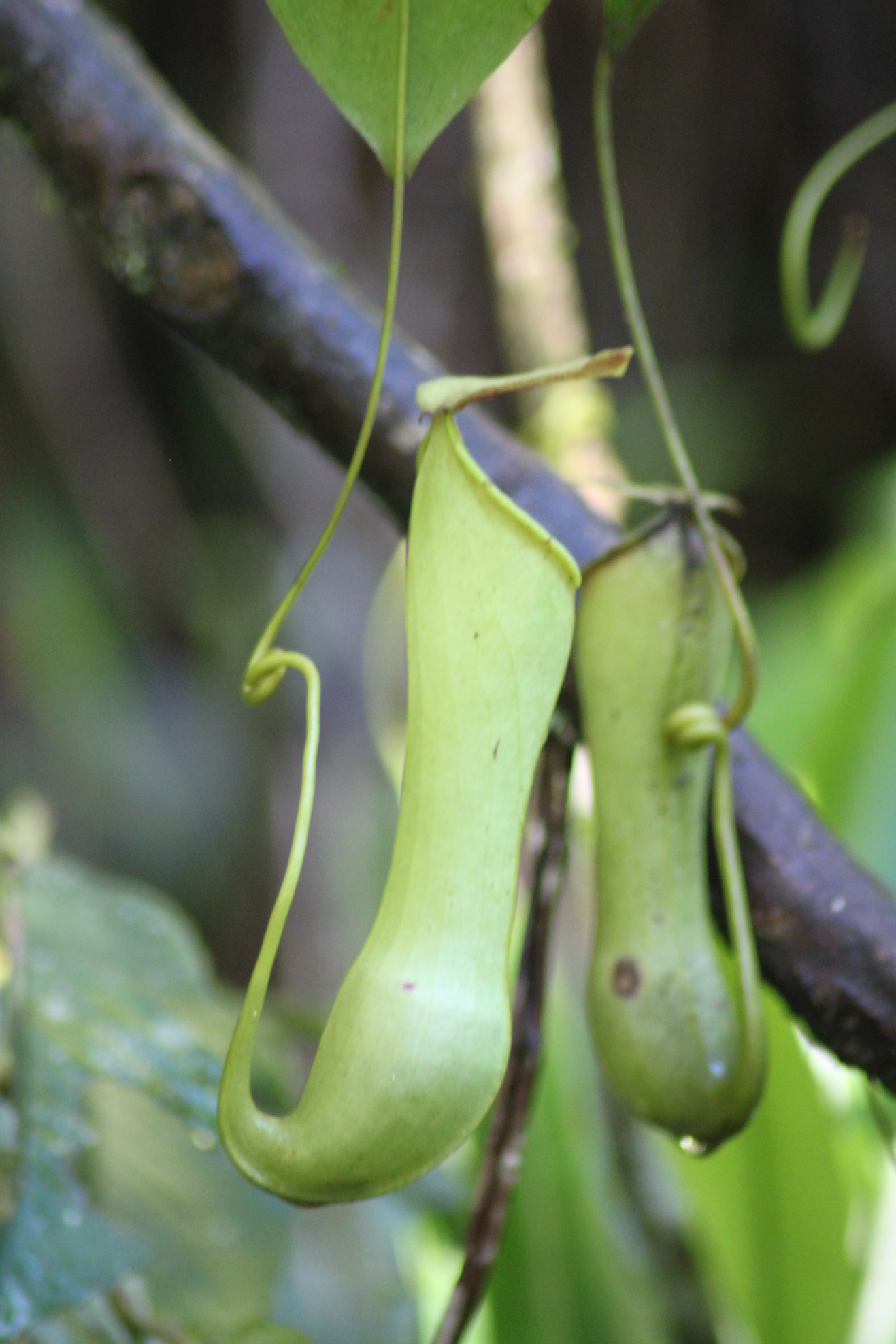